# شهاب الليثي
شهاب الليثي لاعب كرة قدم قطري من أصول مصرية، ولد في (18 أبريل 2000) ، يلعب في نادي الشحانية معار من نادي الدحيل .
لعب في نادي الدحيل وأعير إلى نادي الخريطيات ونادي الشحانية.

## روابط خارجية
- شهاب الليثي على موقع قاعدة بيانات كرة القدم.إي يو (الإنجليزية)
- شهاب الليثي على موقع Soccerway.com (الإنجليزية)